# Paweł Skowroński
Paweł Skowroński (né en 1984) est un céiste polonais pratiquant la course en ligne.

## Palmarès

### Championnats du monde de canoë-kayak course en ligne
- 2006 à Szeged,  Hongrie
  -  Médaille d'argent en C-4 500 m
- 2010 à Poznań,  Pologne
  -  Médaille de bronze en C-2 200 m

### Championnats d'Europe de canoë-kayak course en ligne
- 2009 à Brandebourg  Allemagne
  -  Médaille d'argent en C-2 500 m